# Subrogation en droit civil français
En droit civil français, la subrogation est l'opération de substitution d'une personne ou d'une chose par une autre, la remplaçante obéissant au même régime juridique que l'élément qu'elle remplace. Si la subrogation concerne une personne, elle sera qualifiée de personnelle, tandis que si elle concerne un bien, elle sera qualifiée de réelle.

## La subrogation personnelle
La subrogation personnelle se produit lorsqu'une personne, appelée le solvens, règle la dette d'un débiteur à son créancier. Le créancier initial, ou subrogeant, est alors remplacé par le solvens, qui devient le nouveau créancier, ou subrogataire. Ce dernier acquiert le droit de créance, lui permettant d'exercer une action récursoire contre le débiteur, parfois désigné comme le subrogé, pour récupérer le montant payé. Ce processus est régulé par l'article 1346 du Code civil.

## La subrogation réelle
La subrogation réelle suppose la substitution d'un bien par un autre, dans un rapport juridique, en empruntant les qualités du bien initial. Elle intervient notamment dans le cadre des universalités (ensemble de biens et de dettes qui se répondent), comme par exemple dans le cadre du patrimoine des individus dans lequel tous les biens futurs viendront remplacer les biens existants pour la garantie de leurs obligations.